# Национальная ассоциация художниц
Национальная ассоциация художниц (англ. National Association of Women Artists, сокр. NAWA) — художественная некоммерческая организация организация Нью-Йорке, США, созданная для признания статуса профессиональных художниц и противостояния неравенству в пользу мужчин.
Это была «первая группа художниц, объединившаяся, чтобы бороться с дискриминацией и добиться признания своих членов».
По состоянию на 2020 год Ассоциация спонсирует выставки, присуждает награды и призы, организует лекции и специальные мероприятия. Её штаб-квартира расположена на 5-й авеню в Нью-Йорке; имеются отделения во Флориде и Массачусетсе. Правление и должностные лица ассоциации избираются ежегодно членами, которых насчитывается более 850 человек (на 2020 год).

## История
Национальная ассоциация художниц была основана как Женский художественный клуб Нью-Йорка Анитой Эшли, Адель Беделл, Элизабет Чивер, Эдит Преллвитц и Грейс Фитц-Рэндольф в студии последней на Вашингтон-сквер в Нью-Йорке 31 января 1889 года. Между 1892 и 1905 годами количество членов ассоциации удвоилось с 46 примерно до 100, а к 1914 году составило 183 художницы и ещё 30 сотрудников.
В 1913 году члены Национальной ассоциации художниц проголосовали за изменение названия организации на Ассоциацию художниц и скульпторов (Association of Women Painters and Sculptors). Также в 1913 году на известной Арсенальной выставке были представлены работы членов ассоциации — Жозефины Пэддок, Мэй Престон, Энн Голдтуэйт и Абастении Сент-Леже.
В 1917 году название организации было снова изменено на Национальную ассоциацию художниц и скульпторов (National Association of Women Painters and Sculptors). К этому времени ассоциация насчитывала 500 членов в 40 штатах Америки. В 1924 году ассоциация и американские послы в Аргентине организовали передвижную выставку картин, скульптур и миниатюр, которые были показаны в Национальном музее изящных искусств в Буэнос-Айресе и в галерее Galeria Jorge в Рио-де-Жанейро.
Также в 1924 году ассоциацией было приобретено здание по адресу 17 East 62nd Street для экспозиции своих работ. В 1925 году в нём была открыта художественная галерея, которая стала первой в Соединённых Штатах, полностью посвящённой творчеству художниц. К 1930 году растущий долг ассоциации и наступление Великой депрессии вынудили продать этот дом. Сделка оказалась прибыльной, позволив ассоциации инвестировать деньги в переоборудование и аренду Argent Galleries в здании American Fine Arts Building по адресу 42 West 57th Street, которая оставалась открытой во время Великой депрессии.
Нынешнее название — Национальная ассоциация художниц — было принято в 1941 году. В 1961 году ассоциация переехала в новую штаб-квартиру на 5-ю авеню, 156. На выставке Национальной ассоциации художниц в 1988 году, посвящённой её столетию, были представлены произведения как прошлых, так и современных художниц, в их числе: Марисоль Эскобар, Джуди Чикаго, Луиза Невельсон, Дороти Денер, Клео Хартвиг, Минна Цитрон, Бланш Лейзел, Элис Нил и другие.
В 1995 году было основано отделение Национальной ассоциации художниц во Флориде, а в декабре 2013 года — в Массачусетсе со штаб-квартирой в Бостоне.
Национальная ассоциация художниц продвигает культуру и образование в области изобразительного искусства посредством выставок работ своих членов, а также образовательных программ, стипендий, наград, собственного исторического архива и других подходящих средств.